# فهرست شهرداران اصفهان
این نوشتار فهرست شهرداران اصفهان است.

## فهرست کلانتران اصفهان (صفوی تا قاجار)
| ۱  | میرزا محمدعلی جابری انصاری   | ۱۱۲۵ قمری | نامشخص    | نامشخص |                                                          |
| ۲  | میرزا محمدرفیع جابری انصاری  | نامشخص    | نامشخص    | نامشخص |                                                          |
| ۳  | میرزا ربیع‌الدین جابری انصاری | نامشخص    | ۱۱۵۸ قمری | نامشخص |                                                          |
| ۴  | عبدالباقی طبیب اصفهانی       | ۱۱۵۸ قمری | نامشخص    | نامشخص | پس از چند سال به نفع برادرش کناره‌گیری کرد                |
| ۵  | میرزا عبدالوهاب کلانتر       | نامشخص    | ۱۱۸۴ قمری | نامشخص | برادر طبیب اصفهانی                                       |
| ۶  | میرزا محمدرحیم کلانتر        | ۱۱۸۴ قمری | نامشخص    | نامشخص |                                                          |
| ۷  | نشاط اصفهانی                 | نامشخص    | نامشخص    | نامشخص | به نفع برادرش میرزا محمدعلی کناره‌گیری کرد و به تهران رفت |
| ۸  | میرزا محمدعلی کلانتر         | نامشخص    | نامشخص    | نامشخص | پس از برادرش عبدالوهاب نشاط کلانتر اصفهان شد             |
| ۹  | میرزا رحیم کلانتر            | نامشخص    | ۱۲۹۵ قمری | نامشخص | پس از درگذشت میرزا محمدعلی کلانتر اصفهان شد              |
| ۱۰ | حاج میرزا محمدعلی کلانتر     | ۱۲۹۵ قمری | نامشخص    | نامشخص | پس از درگذشت میرزا رحیم کلانتر اصفهان شد                 |

در سال ۱۳۲۵ هجری قمری منصب کلانتری اصفهان ملغی شد و جای خود را به شهردار داد. حاج میرزا محمدعلی کلانتر به عنوان اولین شهردار اصفهان انتخاب گردید.

## فهرست  شهرداران پیش از انقلاب

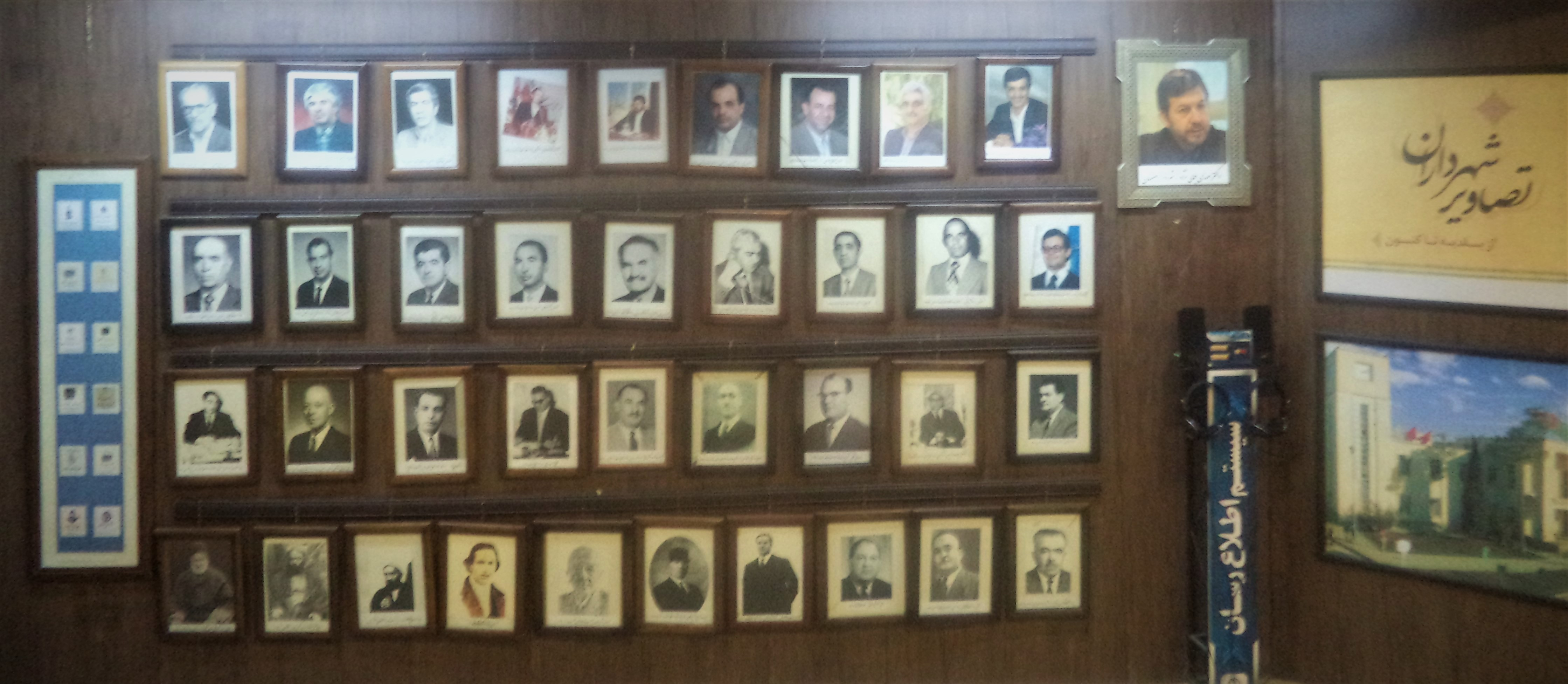
شهرداران اصفهان از ۱۲۸۶ تا ۱۳۹۵

| دوره | شهردار                        | آغاز تصدی            | پایان تصدی             | مدت خدمت      | توضیح                                                                                 |
| ---- | ----------------------------- | -------------------- | ---------------------- | ------------- | ------------------------------------------------------------------------------------- |
| ۱    | حاج میرزا محمد علی خان کلانتر | رمضان ۱۳۲۵ هجری قمری | نامشخص                 | نامشخص        |                                                                                       |
| ۲    | حاج محمد جعفر خوانساری        | ۱۲۹۷                 | ۷ جمادی الاول ۱۳۲۹ ه ق | 2 سال         | در جریان بلوای کمبود نان و گرانی ارزاق در 7 جمادی الاول 1329 ه ق به طرز فجیعی کشته شد |
| ۳    | میرزا علی‌اکبر شیخ‌الاسلام      | ۱۳۰۱                 | نامشخص                 | نامشخص        |                                                                                       |
| ۴    | میرزاده عشقی                  | ۱۳۰۲                 | -                      | -             | وی این شغل را نپذیرفت                                                                 |
| ۵    | سرهنگ حبیب‌الله خان            | ۱۳۰۹                 | ۱۴ تیر ۱۳۱۳            | ۴ سال         |                                                                                       |
| ۶    | میرزا رفیع رفیعی              | ۱۴ تیر ۱۳۱۳          | ۱۷ آبان ۱۳۱۳           | ۴ ماه         |                                                                                       |
| ۷    | غلامرضا الهامی                | ۱۷ آبان ۱۳۱۳         | ۱۳۲۰                   | ۷ سال         |                                                                                       |
| ۸    | مجتبی دولت‌آبادی               | ۵ بهمن ۱۳۲۳          | ۱۷ مهر ۱۳۲۵            | تقریباً ۲ سال  |                                                                                       |
| ۹    | محی الدین کاشفی               | ۳ شهریور ۱۳۲۸        | ۱ اسفند ۱۳۲۹           | ۱ سال و ۶ ماه |                                                                                       |
| ۱۰   | زین‌العابدین صدری              | ۱ اسفند ۱۳۲۹         | ۱ اردیبهشت ۱۳۳۱        | ۱ سال و ۲ ماه |                                                                                       |
| ۱۱   | علی صدیق قاضی نوری            | ۱ مرداد ۱۳۳۲         | ۱۶ مهر ۱۳۳۲            | ۲ ماه         | وقوع کودتای ۲۸ مرداد                                                                  |
| ۱۲   | باقر مدنی پور                 | ۱۷ مهر ۱۳۳۲          | ۷ تیر ۱۳۳۴             | ۱ سال و ۹ ماه |                                                                                       |
| ۱۳   | علی مهرابی                    | ۷ تیر ۱۳۳۴           | ۲۵ فروردین ۱۳۳۵        | ۹ ماه         |                                                                                       |
| ۱۴   | حبیب‌الله اشراقی               | ۲۵ فروردین ۱۳۳۵      | ۲۰ شهریور ۱۳۳۶         | ۱ سال و ۶ ماه | پس از انقلاب اعدام شد.                                                                |
| ۱۵   | شاپور مختاری                  | ۱۲ شهریور ۱۳۳۶       | ۲۰ مرداد ۱۳۳۸          | ۲ سال         |                                                                                       |
| ۱۶   | فریبرز نوذری                  | ۱۵ آبان ۱۳۴۰         | ۲۵ مرداد ۱۳۴۱          | ۹ ماه         |                                                                                       |
| ۱۷   | رضا همایونی                   | ۲۵ مرداد ۱۳۴۱        | ۱ خرداد ۱۳۴۳           | ۱ سال و ۹ ماه |                                                                                       |
| ۱۸   | رضا سجادی                     | ۱ خرداد ۱۳۴۳         | ۲۷ دی ۱۳۴۳             | ۷ ماه         |                                                                                       |
| ۱۹   | سعید حجازی                    | ۲۲ آذر ۱۳۴۶          | ۱۱ بهمن ۱۳۴۶           | ۲ ماه         |                                                                                       |
| ۲۰   | مهدی جهانگیرکیا               | ۱۱ بهمن ۱۳۴۶         | ۲۱ دی ۱۳۴۸             | ۲ سال         |                                                                                       |
| ۲۱   | اکبر مقامی                    | ۱۲ دی ۱۳۴۸           | ۱۳ آذر ۱۳۴۹            | ۱ سال         |                                                                                       |
| ۲۲   | بهمن رضانیا                   | ۲۳ آذر ۱۳۴۹          | ۲۶ خرداد ۱۳۵۲          | ۲ سال و ۶ ماه |                                                                                       |
| ۲۳   | اسماعیل نواب صفا              | ۲۶ خرداد ۱۳۵۲        | ۳ شهریور ۱۳۵۲          | ۳ ماه         |                                                                                       |
| ۲۴   | محمد مانی                     | ۳ شهریور ۱۳۵۲        | ۱۳ مرداد ۱۳۵۴          | ۲ سال         |                                                                                       |
| ۲۵   | رضا آزمایش                    | ۱۳ مرداد ۱۳۵۴        | ۱۷ دی ۱۳۵۶             | ۲ سال و ۵ ماه | پس از انقلاب به‌اتهام اختلاس اموال شهرداری دستگیر شد.                                  |
| ۲۶   | سیداکبر قائمی                 | ۱۸ دی ۱۳۵۶           | ۳ اسفند ۱۳۵۶           | ۲ ماه         | به عنوان سرپرست                                                                       |
| ۲۷   | آتامان غنی‌زاده                | ۴ اسفند ۱۳۵۶         | ۱۲ اسفند ۱۳۵۷          | ۱ سال         | وقوع انقلاب ۱۳۵۷                                                                      |

## فهرست شهرداران پس از انقلاب
| دوره | شهردار             | آغاز تصدی        | پایان تصدی       | مدت خدمت       | توضیح                                                                      |
| ---- | ------------------ | ---------------- | ---------------- | -------------- | -------------------------------------------------------------------------- |
| ۱    | سید حسین علوی      | ۱۲ اسفند ۱۳۵۷    | ۳ اسفند ۱۳۵۹     | ۲ سال          |                                                                            |
| ۲    | عبدالحسین سیف‌اللهی | ۴ اسفند ۱۳۵۹     | ۲۵ فروردین ۱۳۶۰  | ۵۰ روز         |                                                                            |
| ۳    | حسن درخشنده‌پور     | ۲۵ فروردین ۱۳۶۰  | ۲۹ آبان ۱۳۶۲     | ۲ سال و ۷ ماه  |                                                                            |
| ۴    | محمدحسن ملک‌مدنی    | ۲۹ آبان ۱۳۶۲     | ۱۷ خرداد ۱۳۶۹    | ۶ سال و ۶ ماه  |                                                                            |
| ۵    | حمیدرضا نیک‌کار     | ۱۷ خرداد ۱۳۶۹    | ۱۵ اسفند ۱۳۷۰    | ۱ سال و ۹ ماه  |                                                                            |
| ۶    | حمیدرضا عظیمیان    | ۲۶ بهمن ۱۳۷۰     | ۱۵ آذر ۱۳۷۶      | ۶ سال          | در سال ۱۴۰۱ به عنوان مفسد اقتصادی در پروندهٔ فولاد مبارکه اصفهان دستگیر شد. |
| ۷    | محمدعلی جوادی      | ۱۱ آذر ۱۳۷۶      | ۱۵ اردیبهشت ۱۳۸۲ | ۵ سال و ۵ ماه  |                                                                            |
| -    | حسین شهرام‌نیا      | ۱۸ اردیبهشت ۱۳۸۲ | ۸ خرداد ۱۳۸۲     | ۲۱ روز         | به عنوان سرپرست                                                            |
| ۸    | مرتضی سقاییان‌نژاد  | ۸ خرداد ۱۳۸۲     | ۹ خرداد ۱۳۹۴     | ۱۲ سال         | برکناری توسط شورای شهر                                                     |
| -    | علیرضا بوژمهرانی   | ۹ خرداد ۱۳۹۴     | ۳۱ خرداد ۱۳۹۴    | ۲۳ روز         | به عنوان سرپرست                                                            |
| ۹    | مهدی جمالی‌نژاد     | ۳۱ خرداد ۱۳۹۴    | ۳۱ مرداد ۱۳۹۶    | ۲ سال و ۲ ماه  |                                                                            |
| ۱۰   | قدرت‌الله نوروزی    | ۱۱ مهر ۱۳۹۶      | ۱۳ مرداد ۱۴۰۰    | ۳ سال و ۱۰ ماه | اولین شهردار اصلاح طلب برگزیده شده توسط شورای شهر                          |
| -    | علیرضا بوژمهرانی   | ۱۴ مرداد ۱۴۰۰    | ۲۵ شهریور ۱۴۰۰   | ۴۲ روز         | به عنوان سرپرست (برای بار دوم)                                             |
| ۱۱   | علی قاسم زاده      | ۲۵ شهریور ۱۴۰۰   | تاکنون           |                |                                                                            |